# Municipio de Sterling (condado de Hodgeman)
El municipio de Sterling (en inglés: Sterling Township) es un municipio ubicado en el condado de Hodgeman en el estado estadounidense de Kansas. En el año 2010 tenía una población de 101 habitantes y una densidad poblacional de 0,27 personas por km².

## Geografía
El municipio de Sterling se encuentra ubicado en las coordenadas 37°59′39″N 99°40′24″O / 37.99417, -99.67333. Según la Oficina del Censo de los Estados Unidos, el municipio tiene una superficie total de 373.67 km², de la cual 373,6 km² corresponden a tierra firme y (0,02 %) 0,07 km² es agua.

## Demografía
Según el censo de 2010, había 101 personas residiendo en el municipio de Sterling. La densidad de población era de 0,27 hab./km². De los 101 habitantes, el municipio de Sterling estaba compuesto por el 99,01 % blancos y el 0,99 % eran de una mezcla de razas. Del total de la población el 0 % eran hispanos o latinos de cualquier raza.